# 加永
加永（法語：Gaillon，法語發音：[ɡajɔ̃]）是法国厄尔省的一个市镇，位于该省东北部，属于莱桑德利区。

## 地理
加永（49°9'37"N, 1°20'9"E）面积10.19 平方千米，位于法国诺曼底大区厄尔省，该省份为法国北部内陆省份，北起滨海塞纳省，西接奧恩省和卡爾瓦多斯省，南至厄尔-卢瓦省，东临瓦兹省、瓦兹河谷省和伊夫林省。
与加永接壤的市镇（或旧市镇、城区）包括：勒瓦勒达泽、塞纳河畔库尔塞勒、莫尔港、圣欧班叙加永、圣皮埃尔拉加雷讷、圣于连德拉列格。

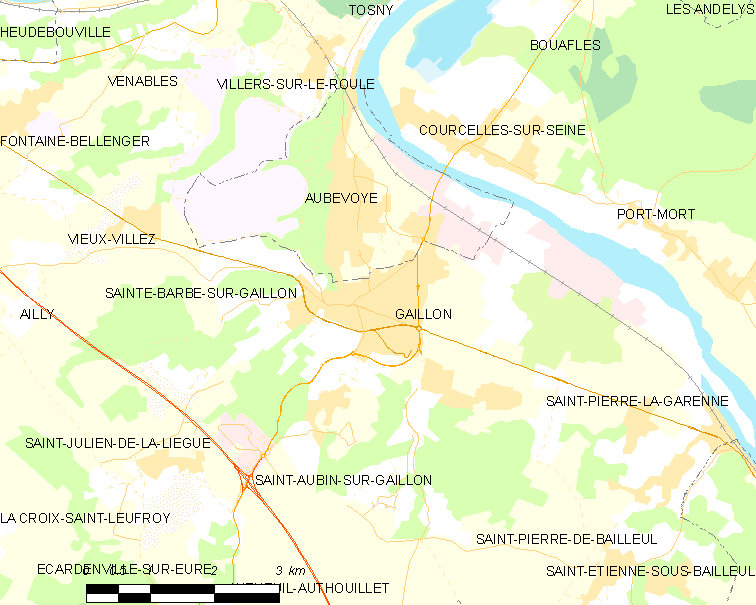
加永的OSM定位图

加永的时区为UTC+01:00、UTC+02:00（夏令时）。

## 行政
加永的邮政编码为27600，INSEE市镇编码为27275。

## 政治
加永所属的省级选区为加永县。

## 人口

1962-2008年间加永人口变化图示

加永于2022年1月1日时的人口数量为6785人。